# Boaventura de Sousa Santos
Boaventura de Sousa Santos (Coimbra, 15 novembre 1940) è un sociologo portoghese.
È professore emerito alla Facoltà di Economia dell'Università di Coimbra, Distinguished Legal Scholar della Facoltà di Diritto dell'Università del Wisconsin-Madison, Global Legal Scholar all'Università di Warwick e direttore emerito del Centro de Estudos Sociais dell'Università di Coimbra.

## Biografia
Boaventura de Sousa Santos si è laureato all'Università di Coimbra nel 1963, proseguendo successivamente i suoi studi a Berlino Ovest. Alla fine degli anni sessanta ha conseguito un dottorato in sociologia del diritto presso l'Università Yale. La sua tesi di dottorato, pubblicata per la prima volta in portoghese nel 2015, è frutto di un lavoro sul campo incentrato sull'osservazione partecipante in una favela di Rio de Janeiro. Nel 1973 è stato uno dei fondatori della facoltà di economia dell'Università di Coimbra, dove inaugurò il corso di sociologia.
A metà degli anni ottanta, ha iniziato ad assumere dichiaratamente il ruolo di ricercatore la cui comprensione del mondo va oltre la prospettiva occidentale, avvicinandosi progressivamente al punto di vista altermondialista che avrebbe presto adottato nei suoi lavori. Ha partecipato a ricerche in Brasile, Capo Verde, Macao, Mozambico, Sudafrica, Colombia, Bolivia, Ecuador e India. Ha scritto e pubblicato sui temi della globalizzazione, della sociologia del diritto e dello Stato, dell'epistemologia e dei movimenti sociali: i suoi lavori, originariamente in portoghese o inglese, sono stati tradotti anche in spagnolo, italiano, francese, tedesco, cinese, danese, rumeno e polacco.

## Pensiero
Boaventura de Sousa Santos è un sociologo noto per i suoi contributi nel campo delle scienze sociali. Gode di grande popolarità in particolare in Brasile, fama dovuta soprattutto alla sua partecipazione a tre edizioni del World Social Forum di Porto Alegre. I suoi scritti sono dedicati allo sviluppo di una "sociologia delle emergenze", che, a dire dell'autore, cercherebbe di valorizzare un ventaglio di esperienze umane il più variegato possibile, in opposizione a quanto accade con la cosiddetta "sociologia delle assenze". La sua produzione accademica degli ultimi due decenni è stata segnata da una prossimità con le tesi avanzate dai movimenti altermondialisti.

## Pubblicazioni

### Opere principali
- (EN) Boaventura de Sousa Santos, Toward a New Common Sense: Law, Science and Politics in the Paradigmatic Transition, London, Routledge, 1995.
- (EN) Boaventura de Sousa Santos, Toward a New Legal Common Sense. Law, globalization, and emancipation, Salem, Butterworths, 2002.
- (EN) Boaventura de Sousa Santos, The Rise of the Global Left. The World Social Forum and Beyond, London, Zed Books, 2006.
- (EN) Boaventura de Sousa Santos, Epistemologies of the South. Justice against Epistemicide, Boulder, Paradigm, 2014.
- (PT) Boaventura de Sousa Santos, A Justiça Popular em Cabo Verde, Coimbra, Editora Almedina/Editora Cortez, 2015.
- (EN) Boaventura de Sousa Santos, If God Were a Human Rights Activist, Redwood City, Stanford University Press, 2015.
- (PT) Boaventura de Sousa Santos, O Direito dos Oprimidos, Coimbra, Editora Almedina/Editora Cortez, 2015.
- (EN) Boaventura de Sousa Santos, Decolonising the University. The Challenge of Deep Cognitive Justice, Newcastle upon Tyne, Cambridge Scholars Publishing, 2017.
- (EN) Boaventura de Sousa Santos, The End of the Cognitive Empire, Durham, Duke University Press, 2018.

### Traduzioni in italiano
- Boaventura de Sousa Santos, Il Forum sociale mondiale: verso una globalizzazione antiegemonica, traduzione di David Santoro, Troina, Città aperta, 2003.
- Boaventura de Sousa Santos, Diritto ed emancipazione sociale, traduzione di Umberto Allegretti, Troina, Città aperta, 2008.
- Boaventura de Sousa Santos, Maria Irene Ramalho, António Sousa Ribeiro e Margarida Calafate Ribeiro, Atlantico periferico. Il postcolonialismo portoghese e il sistema mondiale, a cura di Margarida Calafate Ribeiro, Roberto Vecchi e Vincenzo Russo, traduzione di Giulia Crescentini Anderlini, Reggio Emilia, Diabasis, 2008.
- Leonardo Boff e Boaventura de Sousa Santos, La diversità che libera, traduzione di Cristian Gianolla, Roma, Castelvecchi, 2018.
- Boaventura de Sousa Santos, Sinistre di tutto il mondo, unitevi!, traduzione di Gavina Falchi, Roma, Castelvecchi, 2019.
- Boaventura de Sousa Santos, La crudele pedagogia del virus, traduzione di Eliana Vitello, Roma, Castelvecchi, 2020.
- Boaventura de Sousa Santos, Se Dio fosse un attivista dei diritti umani, traduzione di Claudia Fanti, Roma, Castelvecchi, 2020.
- Boaventura de Sousa Santos, Conoscere per liberare, a cura di Cristiano Gianolla e Gianni Ruocco, traduzione di Maria Chiarappa, Roma, Castelvecchi, 2021.
- Boaventura de Sousa Santos, Epistemologie del Sud. Giustizia contro l'epistemicidio, traduzione di Samuele Mazzolini, Roma, Castelvecchi, 2021.
- Boaventura de Sousa Santos, Il futuro comincia ora. Le vene aperte del mondo, traduzione di Chiara Calcagno, Roma, Castelvecchi, 2021.
- Boaventura de Sousa Santos, La fine dell'impero cognitivo. L'avvento delle epistemologie del Sud, traduzione di Samuele Mazzolini, Roma, Castelvecchi, 2021.
- Boaventura de Sousa Santos, Requiem per la democrazia. Conversazione con Antoni Jesús Aguiló Bonet, traduzione di Chiara Calcagno, Roma, Castelvecchi, 2022.
- Boaventura de Sousa Santos, Ailton Krenak e Helena Silvestre, Sistema e antisistema. Tre saggi, tre mondi nello stesso modo, traduzione di Chiara Calcagno, Roma, Castelvecchi, 2022.